# 스가와라 미사
스가와라 미사(일본어: 菅原 未紗, 1988년 5월 25일 ~ )는 일본의 여자 축구 선수이다.

## 구단 경력
나데시코 리그의 마이나비 베갈타 센다이에서 활동했다.

## 국가대표팀 경력
그녀는 2008년 FIFA U-20 여자 월드컵에 참가할 일본 U-20 국가대표팀에 발탁되었으며. 2경기에 출전했다. 2009년 하계 유니버시아드에도 출전, 은메달 획득에 기여했다.